# Коростинський Олександр Віталійович
Олекса́ндр Віта́лійович Корости́нський (13 липня 1985 — 8 серпня 2014) — солдат Збройних сил України, учасник російсько-української війни.

## Життєвий шлях
Народився 1985 року в місті Баранівка (Житомирська область). Дитинство і юність провів у селі Острожку, а після школи навчався в Баранівському профучилищі. Розписався з дружиною у 2011-му, хоча за півтора року до того вже жили разом. Переїхали до Києва, працював у торговельній компанії «Бір-Майстер» від 2012-го.
Призваний за мобілізацією 20 березня 2014 року. Водій вогнеметного взводу, 30-та окрема механізована бригада. Робили блокпости; у перших днях серпня їхній підрозділ направили до Степанівки
Загинув під час боїв біля кордону, на дорозі поблизу села Маринівка Шахтарського району Донецької області. В післяобідню пору військова колона, вантажівка «Урал» і БРДМ, вирушили з села Степанівка до Маринівки для облаштування блокпосту, і вже під Маринівкою потрапили під мінометний обстріл російських збройних формувань. Олександр був за кермом «Уралу», в авті також загинули Роман Козаренко й Олександр Закусило, в БРДМі Юрій Макарчук.
Вважався зниклим безвісти, велися перемовини щодо звільнення. Упізнаний за експертизою ДНК серед загиблих.
13 листопада 2015 року перепохований у селі Острожок. Односельчани зустрічали автомобіль із його тілом, стоячи навколішки обабіч дороги зі свічками у руках. На роботі за ним офіційно рахувалося місце із збереженням заробітної плати аж до часу, доки не побачили документ про смерть.
Без Олександра лишились батько Віталій, мама Марина Коростинські, дружина Марина, сестра.

## Нагороди
За особисту мужність і героїзм, виявлені у захисті державного суверенітету та територіальної цілісності України, вірність військовій присязі під час російсько-української війни, відзначений — нагороджений
- орденом «За мужність» III ступеня (16.1.2016, посмертно)
- його портрет розміщений на меморіалі «Стіна пам'яті полеглих за Україну» у Києві: секція 2, ряд 9, місце 18
- вшановується на щоденному ранковому церемоніалі вшанування захисників України, які загинули за свободу, незалежність і територіальну цілісність нашої держави[1]
- У селі Острожок 13 серпня 2016 року урочисто відкрито пам'ятний знак на честь Олександра Коростинського[2]
- на фасаді школи села Острожок встановлено пам'ятну дошку Олександрові Коростинському.[3]